# Melipotis illuminans
Melipotis illuminans là một loài bướm đêm trong họ Erebidae.